# Tatsuya Ai
Tatsuya Ai (Saitama, 17 april 1968) is een voormalig Japans voetballer.

## Carrière
Tatsuya Ai speelde voor Yokohama Marinos, Otsuka Pharmaceutical, Denso en Ventforet Kofu.